# Nikolaï Sologoubov
Temple de la renommée de l'IIHF : 2004
Temple de la renommée russe : 2014
Nikolaï Mikhaïlovitch Sologoubov – en russe : Николай Михайлович Сологубов – (né le 8 mars 1924 à Moscou (Union soviétique) et mort le 30 décembre 1988 également à Moscou) est un joueur professionnel soviétique de hockey sur glace. Il est admis au Temple de la renommée de la Fédération internationale de hockey sur glace en 2004.

## Biographie

### Carrière de joueur
Nikolaï Sologoubov commence sa carrière professionnelle en championnat d'URSS avec le CDKA de Moscou, le club sportif central de l'armée, au cours de la saison 1949-1950. Il gagne son premier titre de champion d'URSS avec son équipe menée par Anatoli Tarasov, quatrième meilleur buteur du championnat. Lors de la saison suivante, deux groupes sont mis en place et après une deuxième dans le groupe B, le CKDA finit à la quatrième place du classement ; ils ont en effet perdu leur gardien de but Grigori Mkrtytchan qui rejoint le VVS MVO Moscou, club des armées de l'air soviétique. Malgré ce classement, Sologoubov est élu dans l'équipe type de la saison en tant que défenseur.
En 1951-1952, son équipe est encore battu par le VVS, cette fois en finale du championnat soviétique 3-2. Sologoubov est encore élu dans l'équipe de la saison. La saison 1952-1953 est la dernière du VVS qui remporte un nouveau titre avant d'être dissoute et l'équipe de Sologoubov échoue encore une fois juste derrière l'équipe de l'armée de l'air.
Il remporte neuf titres de champion avec le club sportif de l'armée. En 1965, il met un terme à sa carrière après une dernière saison avec le SKA Kalinin. Il termine avec un bilan de 350 matchs et 133 buts en élite.

### Carrière internationale
Il joue son premier match avec l'Union soviétique le 7 janvier 1955 lors d'un match amical contre la Suède. Au cours de sa carrière, il participe à 91 reprises sur une période de 8 ans de 1955 à 1963. Il a été porte drapeau de la sélection soviétique lors des Jeux olympiques en 1960 conclus par une médaille de bronze dans le tournoi de hockey sur glace. Il a participé aux championnats du monde de 1955 à 1961 et de 1963. L'URSS a remporté l'or en 1956 et 1963, l'argent en 1955, 1957, 1958 et 1959, et le bronze en 1960 et 1961.

## Trophées et honneurs personnels
- Championnat du monde[1]
  - 1956 : élu meilleur défenseur.
  - 1957 : élu meilleur défenseur.
  - 1960 : élu meilleur défenseur.
- URSS
  - 1949-1950 : champion d'URSS
  - 1951, 1952, 1953, 1955, 1956, 1957, 1959 : élu dans l'équipe d'étoiles.

## Statistiques
Pour les significations des abréviations, voir Statistiques du hockey sur glace.

### En équipe nationale
| Année | Équipe | Événement            |   | PJ | B | A | Pts | Pun                |  | Résultat |
| 1955  | URSS   | Championnat du monde | 7 | 1  |   | 1 |     | Médaille d'argent  |  |          |
| 1956  | URSS   | Jeux olympiques      | 6 | 1  |   | 1 |     | Médaille d'or      |  |          |
| 1957  | URSS   | Championnat du monde | 7 | 9  |   | 9 |     | Médaille d'argent  |  |          |
| 1958  | URSS   | Championnat du monde | 6 | 0  | 1 | 1 | 2   | Médaille d'argent  |  |          |
| 1959  | URSS   | Championnat du monde | 8 | 1  |   | 1 |     | Médaille d'argent  |  |          |
| 1960  | URSS   | Jeux olympiques      | 6 | 1  | 8 | 9 | 2   | Médaille de bronze |  |          |
| 1961  | URSS   | Championnat du monde | 6 | 0  | 0 | 0 | 0   | Médaille de bronze |  |          |
| 1963  | URSS   | Championnat du monde | 1 | 1  | 0 | 1 | 0   | Médaille d'or      |  |          |